# Jam band
Jam band (Bandas de Jam) são grupos musicais cujos álbuns e performances ao vivo que relacionam-se à cultura dos fãs originada na década de 1960 com o grupo Grateful Dead e que continuou até os anos 1990 com Phish e bandas similares. As performances desses conjuntos sempre são longas e com extensas improvisações musicais ("jams"), grooves e acordes em camadas.
Enquanto o grupo seminal Grateful Dead era categorizado como rock psicodélico, pelos anos 1990, o termo "jam band" foi usado para grupos tocando uma variedade de gêneros, incluindo aqueles fora do rock, como country progressivo. O termo também é utilizado para alguns grupos que tocam, country music, folk music, e electronica.

## História

### Origem e definição
O primeiro registro do uso do termo "jam band" ocorreu em 1937, em uma glossário que definia "uma 'jam band' depende inteiramente da improvisação, não usando músicas escritas". Também em abril de 1937, Colema Hawkins gravou com uma banda chamada "Coleman Hawkins and His All Star Jam Band".

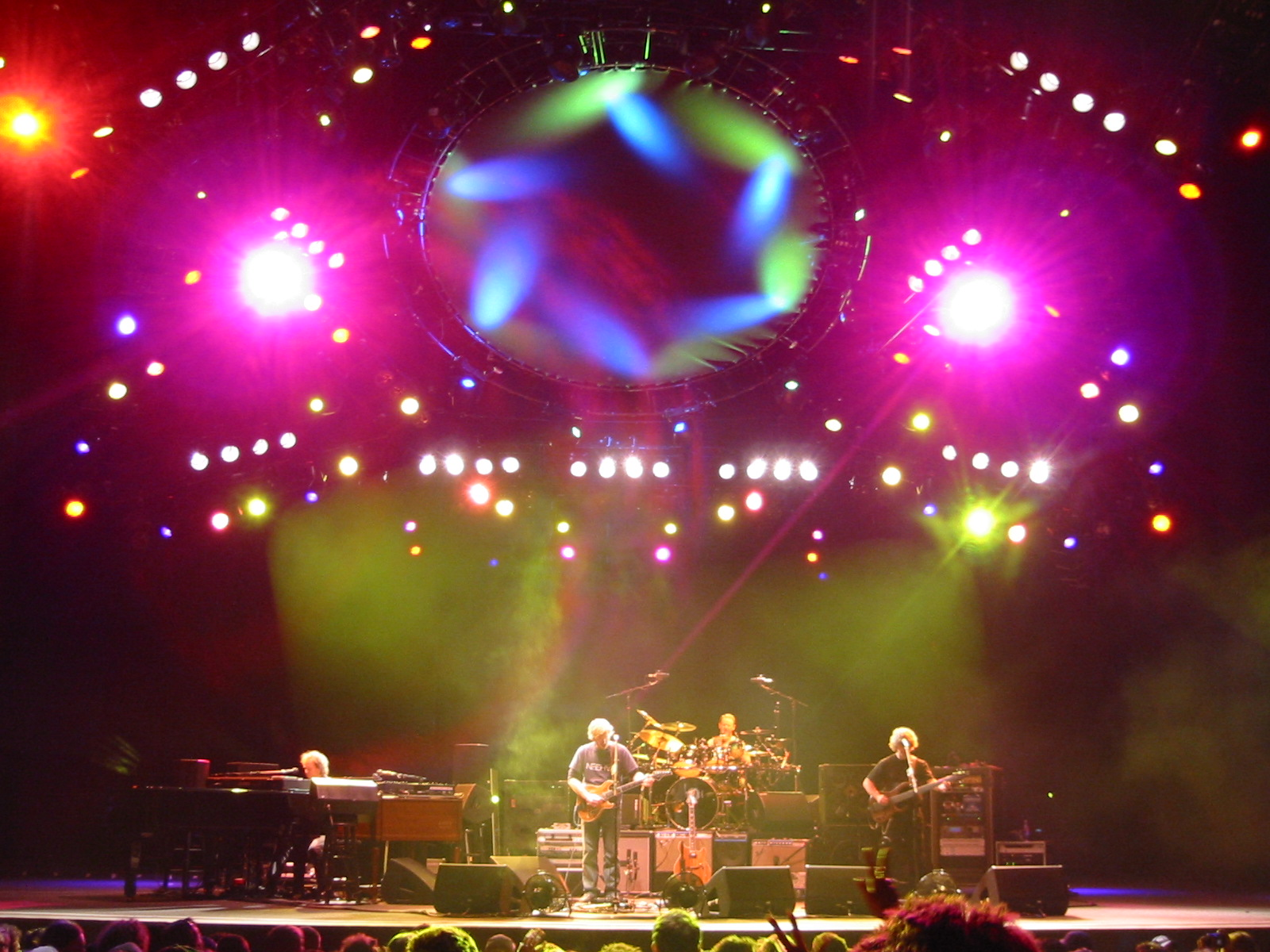
Phish é um exemplo de "jam band".

O primeiro uso moderno do termo "jam band" foi no início dos anos 1990. Entretanto, a Grateful Dead cena cultura e de fãs, da qual o uso moderno se derivou, existiu décadas antes. Na década de 1970, a base de fãs da Grateful Dead incluiu um largo núcleo de grupos que a seguiram em turnês de show para show. De seguir o Dead, os fãs desenvolveram um senso de comunidade e lealdade. No começo da década de 1990, a Grateful Dead estava fazendo turnês regulares com bandas como Phish, que herdou sua base de fãs. O termo "jam band" foi primeiramente usada por esses fãs para descrever bandas como Phish
A revista Rolling Stone publicou, em 2004, uma biografia que dizia que o Phish "era a viva, respiradora e simplória descrição do termo jam band, no que se tornaria um "fenômeno cultural, seguido através do país por milhares de hippies de nova geração, resultando em uma nova onda de bandas orientagas em torno da improvisação e grooves superestendidas". Um termo similar para "jam band" utilizado na década de 1990 foi "Bay Rock" ("Rock da Baía", em tradução literal). Ele foi cunhado ao fundador da revista Relix, Les Kippel, como referência à cena musical da  San Francisco Bay Area. Em 1998, o site "jambands.com" começou a promover o termo "jam bands". A Relix foi vendidad em 2000. Os novo donos também compraram o jambands.com, marca registrada do seu próprio nome  e começaram a promover o nome como oficial, aprovado por todas as gerações influenciadas por Grateful Dead ou bandas similares.
Também nos anos 1990, o número  de festivais cresceu. Os festivais promovedores das jam bands aumentaram de número e tamanho e incluíram "complementariamente" bandas que eram musicalmente parecidas no cruzamento de estilos, apesar de não culturalmente parecida. Jambands.com foi cofundado pelo escritor Dean Budnick e pelo webmaster Andy Gadiel. No livro de Budnick Jambands, Gadiel explica que "durante o tempo o seu gosto em música envolveu bandas inclusive além do muito viciante Phish."  Apesar de, em 2007, o termo ser possivelmente utilizado para descrever qualquer gênero parecido de bandas, festivais, ou bandas de improviso, o termo reteve a adulação a grupos como o Grateful Dead e Phish. Gadiel esteve, próximo de 1998 no começo de Jambands.com que a música foi "...inspirada pelo Grateful Dead, mantida pelo Phish, e progressivamente durante todo o tempo por novas e inovadoras bandas". Ele notou que a música "...tem uma ligação quem não seria apenas entre as bandas e eles mesmos, mas também uma comunidade bastante larga em torno deles"
Pelo final da década de 90, o número de banda e seus fãs cresceram tanto que o uso do termo se tornou um pouco mais largo do que o exemplificado pela definição escrita por Budnick que aparecia no programa do primeiro prêmio anual Jammy Awards em 2000 (Budnick cocriou o programa com o dono da Wetlands Preserve, Peter Shapiro)
| “ | O que é uma Jam Band? Por favor, jogue fora qualquer preconcepção que esta frase talves evoque. O termo, como é comumente usado hoje em dia, faz referência a uma rica paleta de sons e texturas. Esses grupos compartilham uma inclinação coletiva para a improvisação, um compromisso para esse tipo de som e uma propensão a cruzar gêneros fronteiriços, desenhando de uma extensão de tradições, incluindo o blues o bluegrass, o funk, o jazz, o rock, a psicodelia e até o techno. Além disso, as jam bands de hoje são unificador pelos ouvidos vivos de seus ouvintes | ” |

#### Ambiguidade
Pelo final do anos 1990, o uso do termo jam band também se tornou ambíguo. Um editorial em  jamband.com sugeriu que qualquer banda com influências primárias de outras como Phish e que tenha feita um cover pode ser incluída nas jam bands. O exemplo foi incluir a banda de post-punk de Nova Iorque Talking Heads depois da performance cover de Remain In Light, do Phish. O senso geral do termo também foi usado retroaivamente para bandas em torno das jam bands, como o Cream que por década foi categorizado como um "power-trio" e "rock psicodélico" e que quando ativa, não teve relação com a Grateful Dead. Em outubro de 2000, em uma coluna sobre o assunto no site jambands.com, Dan Greenhaus tentou explicar a evolução das jam bands com  
"Nesse momento, o que você canta, que instrumentos você toca, o quão frequentemente você viaja e qual a sua idade se tornaram virtualmente irrelevantes. Nesse momento, uma coisa é deixada e, ironicamente, depois de todos esses anos, essa coisa é a mais importante em que se deve focar: a aproximação da música. E a jam band ou o seu guarda-chuva de improvisações são essencialmente nada mais do que um largo rótulo para uma diversa ordem de bandas, e é aberto amplo o suficiente para abrigar vários tipos de bandas diferentes, não importando se você é The Dave Matthews Band or RAQ."
O Jammy Awards tem tido um número de bandas não-jam que foram fundadas na década de 1970 e não estão tão relacionadas ao Grateful Dead quanto quanto ao The B-52's new wave. O Jammys também premiou artistas de décadas anteriores, como Frank Zappa.

#### Debates
Algunsa artistas como Dave Matthews Band são conhecidos por resitir ao rótulo de jam band. Dave Schools, da Widespread Panic disse, em uma entrevista, "Nós queremos nos livrar desse nome, jam band. A coisa da jam band foi usada para ser bandas da Grateful Dead. Nós nos livramos daquilo tão forte assim como nós voltamos, em 1989. Então Blues Traveler veio à cena. Todos juntos, nós criamos a turnê H.O.R.D.E., que se foca em um monte de atenção às jam bands. Então, alguém cunhou o termo "jam band". Eu preferiria apenas ser chamado de 'retrô'. Quando você classifica alguém, você limita a habilidade de crescer e mudar." Um exemplo pré-jam band que ganhou o rórulo foi The Allman Brothers Band. Entretanto, Gregg Allman foi citado em 2003 pelo seu companheiro de banda, Butch Trucks que preferiria ser "uma banda que faz jams" a ser uma jam band. Apesar disso, Trucks sugeriu que isso é apenas uma diferença de semântica e o termo tem uma história muito recente para que seja usado exclusivamente. Um exemplo desse discernimento é a aceitação de Les Claypool como uma jam band no ano de 2000. Apesar de ter sua fama vinda de uma década inteira com a Primus e trabalhos solo, ela foi criada pelo Fearless Flying Frog Brigade com membros da Ratdog e lançou Live Frogs Set 1, que Budnick declarou ser "a marca da entrada de Claypool's para o mundo das jambands." Budnick foi o coeditor-chefe de Jambands.com e editor principal da revista Relix. Ele escreveu Jam Bands (1998, ECW Press) e então atualizou seu livro como Jambands (Backbeat Books, 2003) e é tipicamente creditado pela popularização do termo "jam band".

### Anos 60 – metade dos anos 80 e o surgimento da Grateful Dead
A primeira notável jam band, e talvez a mais lendária foi Grateful Dead. Aclamada em San Francisco, Califórnia, e originalmente formada como The Warlocks, em 1964, eles trocaram o seu nome para Grateful Dead, e então lançaram o seu primeiro LP The Grateful Dead, em 1967. A Grateful Dead foi pioneira não apenas no gênero, mas revolucionaram a experiência em concertos. Eles inovaram a ideia de longos, livres e improvisados jam. Durante as décadas de 1970 e 1980, e já entrando na década de 1990, a Dead dominou a cena como a jam band perene. A Phish foi formada informalmente em 1983, em Burlington, Vermont. Eles solidificaram a sua linha do tempo em 1985 e começaram a carreira fazendo covers, não coincidentemente, de algumas canções da Grateful Dead.

### Metade dos anos 1980–1990
Na metade dos anos 1980, as bandas Phish, Ozric Tentacles, Widespread Panic, Bela Fleck and the Flecktones e Aquarium Rescue Unit, começaram a viajar e tocar no estilo dos shows das jam bands. A fama desses grupos cresceu no começo da década seguinte. Widespread Panic foi formada em Athens, no estado norte-americano da Geórgia, com Michael Houser e John Bell tocando juntos. Em 1986, depois de Todd Nance e Dave Schools terem se juntado à banda, eles fizeram o seu primeiro show como "Widespread Panic." Bandas como Blues Traveler e Spin Doctors também vieram da mesma cena, tocando amigavelmente em pontos de encontro e festivais. Em alguns casos, as suas improvisações tornaram-se base para materiais mais elaborados, o que talvez seja devido ao cruzamento do sucesso comercial com vídeos na MTV e a entrada no airplay das rádios. No final da década, a Pshish assinou um contrato com a gravadora Elektra Records e transformou-se de uma banda baseada em New England/nordeste dos Estados Unidos em uma banda de turnês nacionais. Enquanto a Widespread Panic talvez não tenha ido o mesmo sucesso comercial, "com a sua fusão de southern rock, jazz and blues, a Widespread Panic adquiriu o renome de uma das melhores bandas de apresentação ao vivo dos Estados Unidos. Eles frequentemente apareciam no "Concert Pulse", lista das top cinquenta bandas da Pollstar, e fizeram mais de cento e cinquenta shows por ano".

### Começo dos anos 1990–1995
No começo dos anos 1990, uma nova geração de bandas foi impulsionada pela turnê da Grateful Dead e o crescimento da exposição de The Black Crowes, Phish, Widespread Panic e Aquarium Rescue Unit. A Phish estava construindo uma imensa base de fãs naquela época e inovava nos seus shows. Isto, combinado com o início da internet, em 1991, deu um lugar para os fãs discutrem as bandas e as suas performances. Pshish, junto com Grateful Dead, Bob Dylan e até mesmo The Beatles, foi uma das primeiras bandas a terem um grupo de usenet. A Phish, sabendo disso, começou a tentar novas performances nos shows, como a Big Ball Jam, de 1992 a 1994, a Secret Language, criada em 1992 (06/03/1992 - Portsmouth, NH), e a Audience Chess, que durou durante o tour inteiro de 1995. Uma rápida expansão no mercado de shows viu a Phish tocar em anfiteatros médios já em 1993 e 1994, com a banda realmente construindo um novo momento. O grupo também  ganhou chances de tocar em vários locais grandes, como no Madison Square Garden, no final de 1994. Muitas bandas novas foram formadas nessa florescente cena. Estas eram as primeiras novas bandas a realmente serem chamadas de "jam bands", incluindo ekoostik hookah, Dispatch, Gov't Mule, Leftover Salmon, moe., Rusted Root e String Cheese Incident. Durante o verão de 1995, o guitarrista da Grateful Dead, líder e porta-voz, Jerry Garcia, faleceu, terminando o grupo, depois de trinta anos em atividade. Os membros ainda vivos da Grateful Dead criaram uma banda chamada The Other Ones, e então oficialmente se tornaram The Dead. Durante o mesmo período, bandas como String Cheese Incident e Blues Traveler ganharam sucesso.

### 1995–2004 e a ascensão do Pshish
De 1995 a 2000, e depois novamente entre 2003 e 2004, a Phish dominou a cena do gênero, assim como a Grateful Dead fizera trinta anos antes. Em 1996, a Phish tinha cerca de 70 mil fãs nos seus festivais anuais, sendo o primeiro The Clifford Ball, em agosto daquele ano. Também por volta do mesmo período (1996 a 2002), muitas das bandas de jam que se tornariam as principais durante o hiato de cinco anos do Phish estavam começando, como moe., Disco Biscuits, Yonder Mountain String Band, String Cheese Incident, Keller Williams, Umphrey's McGee e Sound Tribe Sector. A Phish, também durante esse período, desenvolveu o que é atualmente a cena moderna dos festivais. A banda aperfeiçoou a técnica da organização e fez um festival de dois a três dias. Isso abriu caminho para festivais como Bonnaroo, Langerado, e All Good Music Festival. Em 2002, outras bandas de jam estavam começando a se expandir, com seus próprios festivais. A moe. iniciou o anual moe.down em 2000; a Disco Biscuits fez o Camp Bisco, começando em 1999. O último festival da Phish e o seu último concerto teve lugar em Coventry, em agosto de 2004.